# Katharina Winkler

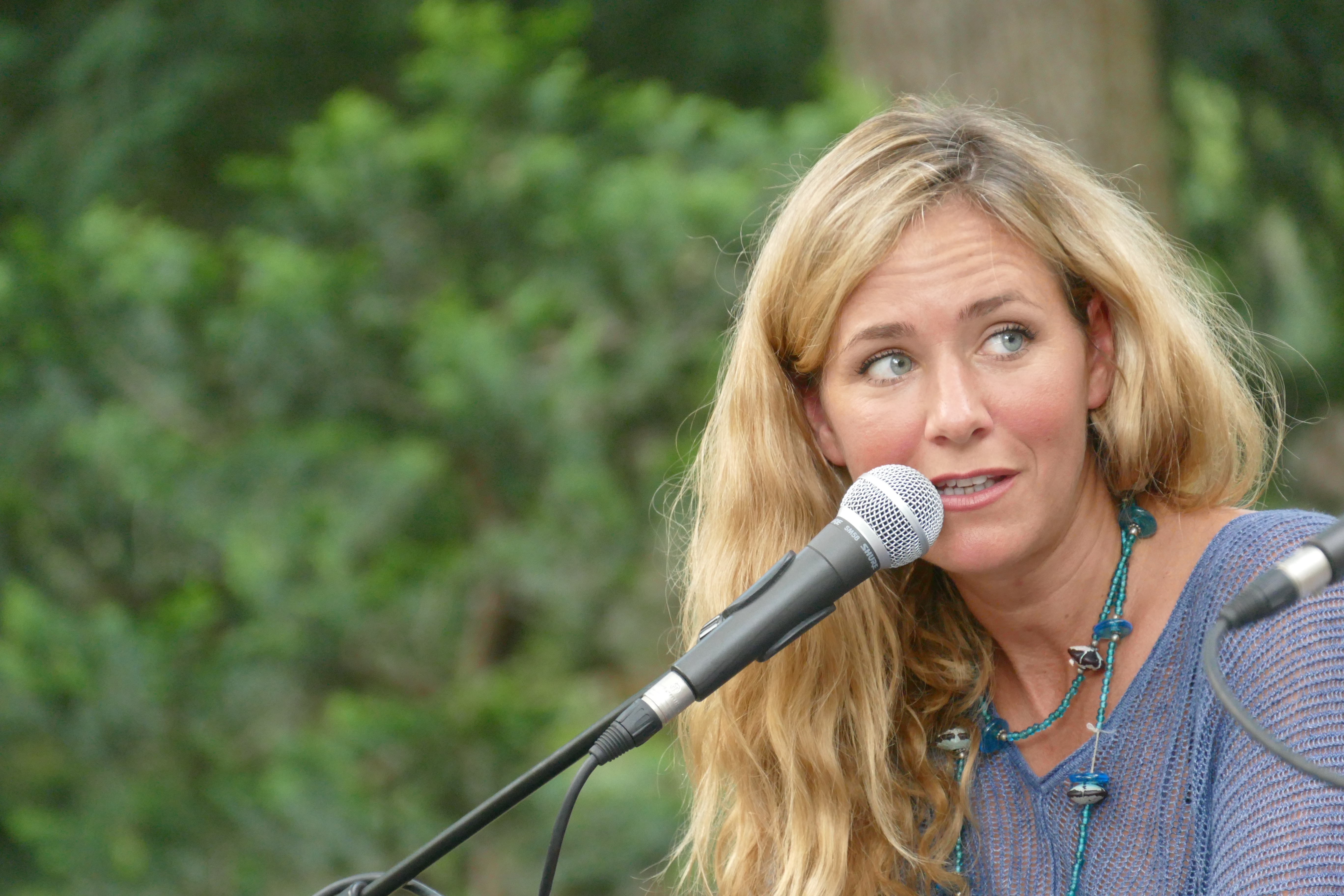
Katharina Winkler (2016)

Katharina Winkler (geboren 3. Februar 1979 in Wien) ist eine österreichische Schriftstellerin.

## Leben
Katharina Winkler wuchs in Oberösterreich auf. Sie studierte an der Universität Wien Germanistik, Theaterwissenschaft und Philosophie und promovierte im Fach Germanistik. Es folgte ein Schauspielstudium in Wien, anschließend wirkte sie in Theaterproduktionen und Filmproduktionen mit. Ihre dort gesammelten Erfahrungen spiegeln sich in ihrem Theaterstück (au) Revoir Édith Piaf wider, welches 2020 bei Suhrkamp erschien und ins Französische übersetzt wurde.
2016 erschien ihr Debütroman Blauschmuck, ebenfalls bei Suhrkamp. Winkler erzählt in ihrem vielfach preisgekrönten Erstlingsroman in reduzierter poetischer Sprache vom Leben einer kurdischen Frau, in dem Liebe und Gewalt nicht nur untrennbar, sondern nicht mehr zu unterscheiden sind. Der Inhalt des Romans beruhe auf wahren Begebenheiten. Der Roman Blauschmuck wurde in mehr als 10 Sprachen übersetzt und erhielt international Preise und Auszeichnungen. 
2024 erschien der Roman Siebenmeilenherz bei Matthes & Seitz Berlin. Sowohl sprachlich als auch inhaltlich setzt Katharina Winkler darin ihr Werk fort. So schildert sie in lyrischer Sprache das zu einer Erzählung verdichtete Erlebnis eines sexuellen Missbrauchs in der Familie und den anschließenden Kampf um Selbstbehauptung und Freiheit. Siebenmeilenherz war auf der Shortlist für den österreichischen Buchpreis 2024.    
Katharina Winkler lebt in Berlin.

## Werke
- Blauschmuck. Roman. Suhrkamp, Berlin 2016. ISBN 9783518425107
- (au) Révoir Édith Piaf, Suhrkamp Theaterverlag, Berlin 2020, nur online erhältlich
- Siebenmeilenherz. Roman, MSB Matthes & Seitz Berlin, Berlin 2024, ISBN 978-3-7518-0961-0.

## Filmografie
- 2004: Bauernprinzessin, Nebenrolle
- 2006–2007: Novotny & Maroudi – Zahngötter in Weiß, Hauptdarstellerin
- 2007: Bauernprinzessin II – Kopf oder Herz, Nebenrolle
- 2007: SOKO Wien – Gestrandet, Nebenrolle
- 2010: Schatten der Erinnerung, Nebenrolle

## Auszeichnungen (Auswahl)
- 2016: Mara-Cassens Preis für den besten deutschsprachige Debütroman
- 2016: Märkisches Stipendium für das beste deutschsprachige Debüt
- 2016: Shortlist Österreichischer Buchpreis für das beste österreichische Debüt
- 2016: Bayern 3 Wortspiele Preis für das beste deutschsprachige Debüt
- 2016: Shortlist Literaturpreis Alpha für das beste österreichische Debüt
- 2016: ORF-Bestenliste 2016
- 2017: Aufenthaltsstipendiumin in der Villa Aurora, Los Angeles
- 2017: Prix du premier roman étranger für das beste fremdsprachige Debüt in Frankreich
- 2017: Prix Libraires en Seine, Paris
- 2018: Prix Escapades, Frankreich, für den besten fremdsprachigen Roman
- 2019: Premio Euskadi de Plata für den besten fremdsprachigen Roman
- 2024: Shortlist Österreichischer Buchpreis